# カオグロシトド
カオグロシトド (学名：Zonotrichia querula)は、スズメ目ホオジロ科に分類される鳥類の一種。